# 1 500 mètres féminin aux championnats du monde d'athlétisme en salle 2022
Pour un article plus général, voir Championnats du monde d'athlétisme en salle 2022.
Navigation
2018 2024
L'épreuve du 1 500 mètres féminin des championnats du monde en salle de 2022 se déroule les 18 et 19 mars 2022 dans la Štark Arena de Belgrade, en Serbie.

## Résultats

### Séries
Les 3 premières de chaque série (Q) et les 3 meilleurs temps (q) se qualifient pour la finale.
| Rang | Série | Athlète           | Pays            | Temps   | Notes |
| ---- | ----- | ----------------- | --------------- | ------- | ----- |
| 1    | 1     | Axumawit Embaye   | Éthiopie        | 4:04.83 | Q     |
| 2    | 2     | Hirut Meshesha    | Éthiopie        | 4:05.75 | Q     |
| 3    | 1     | Winnie Nanyondo   | Ouganda         | 4:06.11 | Q     |
| 4    | 2     | Josette Norris    | États-Unis      | 4:06.27 | Q     |
| 5    | 1     | Claudia Bobocea   | Roumanie        | 4:06.66 | Q     |
| 6    | 1     | Linden Hall       | Australie       | 4:06.69 | q, SB |
| 7    | 3     | Gudaf Tsegay      | Éthiopie        | 4:06.71 | Q     |
| 8    | 3     | Lucia Stafford    | Canada          | 4.07.95 | Q     |
| 9    | 3     | Sara Kuivisto     | Finlande        | 4:08.05 | Q     |
| 10   | 3     | Heather MacLean   | États-Unis      | 4:08.13 | q     |
| 11   | 3     | Marta Pérez       | Espagne         | 4:10.09 | q     |
| 12   | 2     | Alma Delia Cortés | Mexique         | 4:10.95 | Q     |
| 13   | 2     | Aurore Fleury     | France          | 4:12.20 |       |
| 14   | 3     | Nozomi Tanaka     | Japon           | 4:12.31 | NR    |
| 15   | 2     | Sarah Healy       | Irlande         | 4:12.44 |       |
| 16   | 1     | Erin Wallace      | Grande-Bretagne | 4:12.46 |       |
| 17   | 2     | Gresa Bakraqi     | Kosovo          | 4:28.40 |       |
| 18   | 3     | Amina Bakhit      | Soudan          | 4:30.90 | SB    |
| 19   | 1     | Anjelina Lohalith | Modèle:ART      | 4:34.72 | SB    |

### Finale
| Rang               | Athlète           | Pays       | Temps   | Notes |
| ------------------ | ----------------- | ---------- | ------- | ----- |
| Médaille d'or      | Gudaf Tsegay      | Éthiopie   | 3:57.19 | CR    |
| Médaille d'argent  | Axumawit Embaye   | Éthiopie   | 4:02.29 |       |
| Médaille de bronze | Hirut Meshesha    | Éthiopie   | 4:03.39 |       |
| 4                  | Winnie Nanyondo   | Ouganda    | 4:04.60 |       |
| 5                  | Josette Norris    | États-Unis | 4:04.71 |       |
| 6                  | Linden Hall       | Australie  | 4:06.34 | SB    |
| 7                  | Heather MacLean   | États-Unis | 4:06.38 |       |
| 8                  | Lucia Stafford    | Canada     | 4:06.41 | SB    |
| 9                  | Claudia Bobocea   | Roumanie   | 4:09.64 |       |
| 10                 | Marta Pérez       | Espagne    | 4:10.23 |       |
| 11                 | Sara Kuivisto     | Finlande   | 4:12.79 |       |
| 12                 | Alma Delia Cortés | Mexique    | 4:13.71 |       |

## Légende
Records et Performances
- AR : Record continental (area record)
- CR : Record des championnats (championship record)
- MR : Record du meeting (meet record)
- NR : Record national (national record)
- OR : Record olympique (olympic record)
- PR : Record paralympique (paralympic record)
- PB : Record personnel (personal best)
- SB : Meilleure performance personnelle de la saison (season's best)
- WL : Meilleure performance mondiale de l'année (world leader)
- WJR : Record du monde junior (world junior record)
- WR : Record du monde (world record)

Circonstances et Conditions
- DNF : N'a pas terminé (did not finish)
- DNS : N'a pas pris le départ (did not start)
- DQ : Disqualification (disqualification)
- NM : Aucun essai valable enregistré (No Mark)
- Q : Qualifié « directement » au prochain tour (ou à la prochaine compétition), lors d'une compétition majeure, grâce au classement ou à la réalisation des minima (automatic qualifier)
- q : Qualifié au prochain tour (ou à la prochaine compétition), lors d'une compétition majeure, grâce au repêchage ou à la réalisation de l'une des meilleures performances parmi celles des « non qualifiés directement » (grâce au meilleur temps ou à la meilleure distance par exemple) (secondary qualifier)